# Srdeljke
Clupeidae, porodica riba iz reda Clupeiformes. Uključuje vrste s velikim značajem u prehrani. 
Obuhvaća rodove: Alosa, Amblygaster, Anodontostoma, Brevoortia, Caspialosa, Chirocentrodon, Clupanodon, Clupea, Clupeichthys, Clupeoides, Clupeonella, Congothrissa, Corica, Dayella, Dorosoma, Ehirava, Escualosa, Ethmalosa, Ethmidium, Gilchristella, Gonialosa, Gudusia, Harengula, Herklotsichthys, Hilsa, Hyperlophus, Jenkinsia, Konosirus, Laeviscutella, Lile, Limnothrissa, Microthrissa, Minyclupeoides, Nannothrissa, Nematalosa, Neoopisthopterus, Odaxothrissa, Odontognathus, Opisthonema, Opisthopterus, Pellonula, Platanichthys, Pliosteostoma, Poecilothrissa, Potamalosa, Potamothrissa, Raconda, Ramnogaster, Rhinosardinia, Sardina, Sardinella, Sardinops, Sauvagella, Sierrathrissa, Spratelloides, Spratellomorpha, Sprattus, Stolothrissa, Strangomera, Tenualosa, Thrattidion
Dussumieria i Etrumeus uključiju se u posebnu porodicu Dussumieriidae